# Amtsgericht Itzehoe

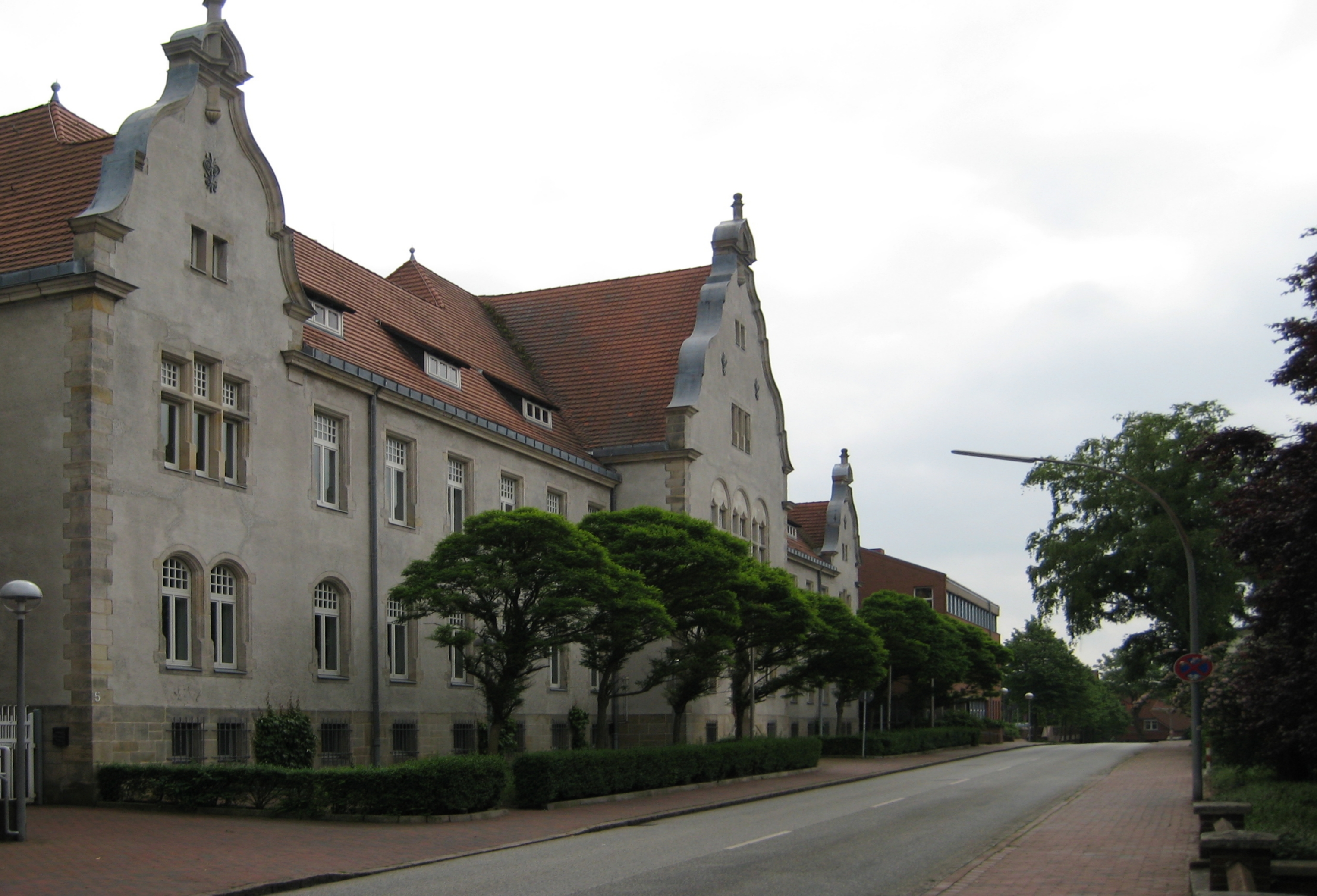
Gebäude des Amtsgerichts Itzehoe

Das Amtsgericht Itzehoe ist ein deutsches Gericht der ordentlichen Gerichtsbarkeit. Es ist eines von vier Amtsgerichten (AG) im Bezirk des Landgerichts Itzehoe und eines von 22 Amtsgerichten in Schleswig-Holstein. Das Amtsgericht Itzehoe beschäftigt um die 100 Angestellte.

## Gerichtssitz und -bezirk

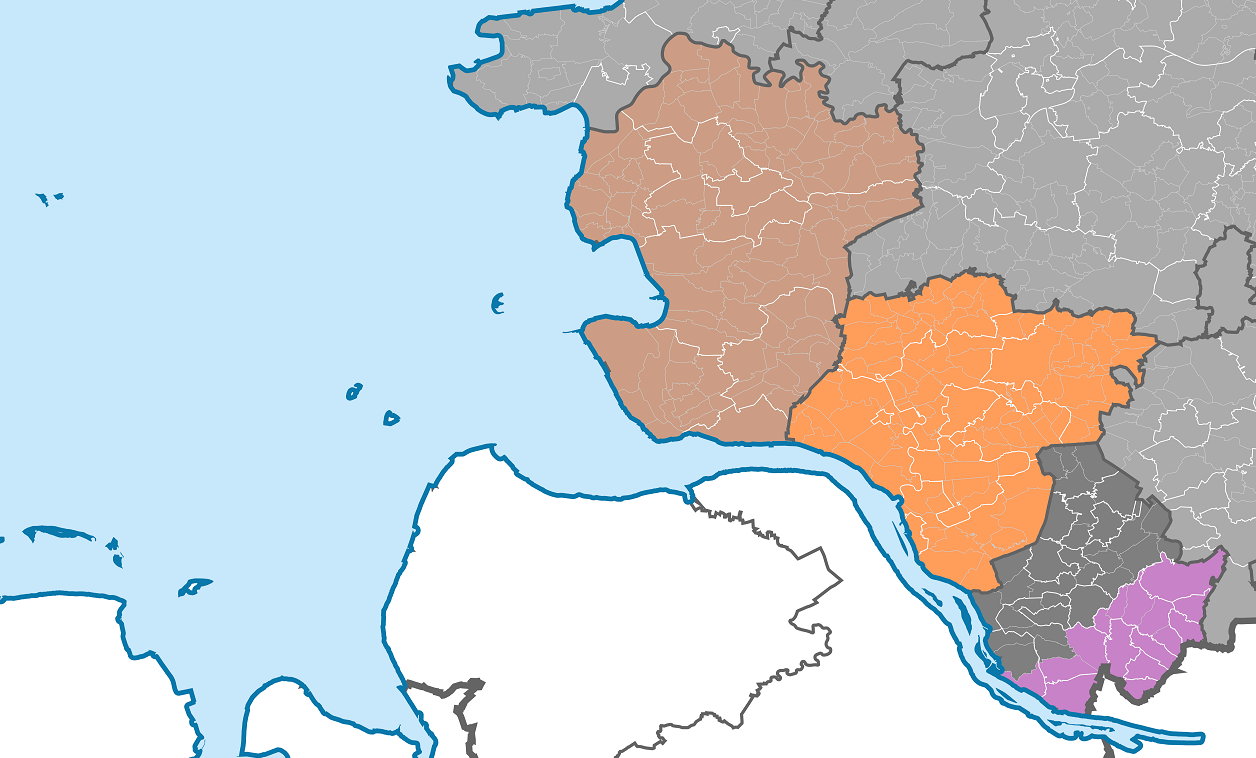
Gerichtsbezirke der dem LG Itzehoe nachgeordneten Amtsgerichte
AG Meldorf
AG Itzehoe
AG Elmshorn
AG Pinneberg

Sitz des Gerichts ist Itzehoe, die Kreisstadt des Kreises Steinburg.
Der Gerichtsbezirk umfasst das Gebiet der folgenden Städte und Gemeinden.
| - Aasbüttel, - Aebtissinwisch, - Agethorst, - Altenmoor, - Auufer, - Bahrenfleth, - Beidenfleth, - Bekdorf, - Bekmünde, - Besdorf, - Blomesche Wildnis, - Bokelrehm, - Bokhorst, - Borsfleth, | - Breitenberg, - Breitenburg, - Brokdorf, - Brokstedt, - Büttel, - Christinenthal, - Dägeling, - Dammfleth, - Drage, - Ecklak, - Elskop, - Engelbrechtsche Wildnis, - Fitzbek, - Glückstadt, | - Grevenkop, - Gribbohm, - Hadenfeld, - Heiligenstedten, - Heiligenstedtenerkamp, - Hennstedt, - Herzhorn, - Hingstheide, - Hodorf, - Hohenaspe, - Hohenfelde, - Hohenlockstedt, - Holstenniendorf, - Horst (Holstein), | - Huje, - Itzehoe, - Kaaks, - Kaisborstel, - Kellinghusen, - Kiebitzreihe, - Kleve, - Kollmar, - Kollmoor, - Krempdorf, - Krempe, - Kremperheide, - Krempermoor, - Kronsmoor, | - Krummendiek, - Kudensee, - Lägerdorf, - Landrecht, - Landscheide, - Lockstedt, - Lohbarbek, - Looft, - Mehlbek, - Moordiek, - Moorhusen, - Mühlenbarbek, - Münsterdorf, - Neuenbrook, | - Neuendorf bei Elmshorn, - Neuendorf-Sachsenbande, - Nienbüttel, - Nortorf, - Nutteln, - Oelixdorf, - Oeschebüttel, - Oldenborstel, - Oldendorf, - Ottenbüttel, - Peissen, - Pöschendorf, - Poyenberg, - Puls, | - Quarnstedt, - Rade, - Reher, - Rethwisch, - Rosdorf, - St. Margarethen, - Sarlhusen, - Schenefeld, - Schlotfeld, - Silzen, - Sommerland, - Stördorf, - Störkathen, - Süderau, | - Vaale, - Vaalermoor, - Wacken, - Warringholz, - Westermoor, - Wewelsfleth, - Wiedenborstel, - Willenscharen, - Wilster, - Winseldorf, - Wittenbergen, - Wrist und - Wulfsmoor. |

Damit ist das Gericht für den gesamten Kreis Steinburg zuständig.

## Gebäude
Das Gerichtsgebäude befindet sich in der Bergstraße 5–7. Ein Teil des Gebäudes steht unter Denkmalschutz.

## Geschichte
Nach der im Deutschen Krieg 1866 erfolgten preußischen Annexion des Herzogtums Holstein wurden dort wie auch im Herzogtum Schleswig am 1. September 1867 Rechtspflege und Verwaltung völlig getrennt. Im Zuge dessen wurde ein Amtsgericht zu Itzehoe geschaffen. Die weiteren Instanzen waren der Reihenfolge nach das Kreisgericht Itzehoe und das Appellationsgericht Kiel.
Mit dem Inkrafttreten des deutschen Gerichtsverfassungsgesetzes am 1. Oktober 1879 blieb das Amtsgericht Itzehoe bestehen. Anstelle des aufgelösten Kreisgerichtes Itzehoe trat das Landgericht Altona als übergeordnetes Gericht.

## Übergeordnete Gerichte
Dem AG Itzehoe unmittelbar übergeordnet ist das Landgericht Itzehoe. Zuständiges Oberlandesgericht ist das Schleswig-Holsteinische Oberlandesgericht in Schleswig.